# Campionato africano femminile di calcio 1991
Il campionato africano femminile di calcio 1991 è stata la prima edizione della massima competizione calcistica per nazionali femminili organizzata dalla Confédération Africaine de Football (CAF). Si è disputato tra il 16 febbraio e il 30 giugno 1991. Il torneo è servito anche da qualificazione al campionato mondiale 1991, prima edizione della competizione organizzata dalla FIFA, al quale ha avuto accesso solo la nazionale vincitrice.
Il torneo è stato vinto per la prima volta dalla Nigeria, che nella doppia finale ha superato il Camerun. Quattro delle otto squadre partecipanti si sono ritirate dalla competizione senza disputare alcuna partita; la Nigeria ha preso parte a tutte e sei le partite disputatesi nel torneo, mentre il Camerun ha giocato direttamente le finali.

## Formato
Il torneo era composto di una fase a eliminazione diretta con partite di andata e ritorno, senza la disputa della finale per il terzo posto. La squadra vincitrice si qualificava alla fase finale del campionato mondiale 1991.

## Squadre partecipanti
- Camerun
- Congo-Brazzaville
- Ghana
- Guinea
- Nigeria
- Senegal
- Zambia
- Zimbabwe

In corsivo le squadre ritiratesi dalla competizione.

## Fase a eliminazione diretta

### Tabellone
|  | Quarti di finale         | Quarti di finale | Quarti di finale | Quarti di finale | Quarti di finale |  |  | Semifinali    | Semifinali    | Semifinali    | Semifinali    | Semifinali    |   |   | Finale  | Finale  | Finale | Finale | Finale |  |
|  |                          |                  |                  |                  |                  |  |  |               |               |               |               |               |   |   |         |         |        |        |        |  |
|  | Nigeria                  | Nigeria          | 5                | 2                | 7                |  |  |               |               |               |               |               |   |   |         |         |        |        |        |  |
|  | Ghana                    | Ghana            | 1                | 1                | 2                |  |  | Nigeria       | Nigeria       | 3             | 4             | 7             |   |   |         |         |        |        |        |  |
|  | Guinea                   | Guinea           | Guinea           | Guinea           | Guinea           |  |  | Guinea        | Guinea        | 0             | 0             | 0             |   |   |         |         |        |        |        |  |
|  | Senegal (rit.)           | Senegal (rit.)   | Senegal (rit.)   | Senegal (rit.)   | Senegal (rit.)   |  |  |               |               |               |               |               |   |   | Nigeria | Nigeria | 2      | 4      | 6      |  |
|  | Zambia                   | Zambia           | Zambia           | Zambia           | Zambia           |  |  |               |               | Camerun       | Camerun       | 0             | 0 | 0 |         |         |        |        |        |  |
|  | Zimbabwe (rit.)          | Zimbabwe (rit.)  | Zimbabwe (rit.)  | Zimbabwe (rit.)  | Zimbabwe (rit.)  |  |  | Camerun       | Camerun       | Camerun       | Camerun       | Camerun       |   |   |         |         |        |        |        |  |
|  | Camerun                  | Camerun          | Camerun          | Camerun          | Camerun          |  |  | Zambia (rit.) | Zambia (rit.) | Zambia (rit.) | Zambia (rit.) | Zambia (rit.) |   |   |         |         |        |        |        |  |
|  | Congo-Brazzaville (rit.) |                  |                  |                  |                  |  |  |               |               |               |               |               |   |   |         |         |        |        |        |  |

### Quarti di finale
| Squadra 1 | Totale | Squadra 2         | Andata | Ritorno |
| --------- | ------ | ----------------- | ------ | ------- |
| Nigeria   | 7 - 2  | Ghana             | 5 - 1  | 2 - 1   |
| Guinea    | [ 1 ]  | Senegal           | -      | -       |
| Zambia    | [ 1 ]  | Zimbabwe          | -      | -       |
| Camerun   | [ 1 ]  | Congo-Brazzaville | -      | -       |

| Lagos 16 febbraio 1991 Andata | Nigeria | 5 – 1 | Ghana | Stadio Nazionale |

| Accra 3 marzo 1991 Ritorno | Ghana | 1 – 2 | Nigeria | Accra Sports Stadium |

### Semifinali
| Squadra 1 | Totale | Squadra 2 | Andata | Ritorno |
| --------- | ------ | --------- | ------ | ------- |
| Nigeria   | 7 - 0  | Guinea    | 3 - 0  | 4 - 0   |
| Camerun   | [ 2 ]  | Zambia    | -      | -       |

| Lagos 4 maggio 1991 Andata | Nigeria | 3 – 0 | Guinea | Stadio Nazionale |

| Conakry 19 maggio 1991 Ritorno | Guinea | 0 – 4 | Nigeria | Stadio del 28 settembre |

### Finale
| Squadra 1 | Totale | Squadra 2 | Andata | Ritorno |
| --------- | ------ | --------- | ------ | ------- |
| Nigeria   | 6 - 0  | Camerun   | 2 - 0  | 4 - 0   |

| Lagos 15 giugno 1991 Andata | Nigeria | 2 – 0 | Camerun | Stadio Nazionale |

| Yaoundé 30 giugno 1991 Ritorno | Camerun | 0 – 4 | Nigeria | Stadio Ahmadou Ahidjo |